# Mörk passage
Mörk passage är en amerikansk film från 1947.

## Handling
Humphrey Bogart spelar en man som är dömd för mord på sin hustru, han rymmer från fängelset och får hjälp av Lauren Bacalls rollfigur.

## Rollista (urval)
- Humphrey Bogart - Vincent Parry
- Lauren Bacall - Irene Jansen
- Bruce Bennett - Bob
- Agnes Moorehead - Madge Rapf
- Tom D'Andrea - Cabby (Sam)
- Clifton Young - Jalopy driver / Blackmailer